# Bothrideres capicola
Bothrideres capicola is een keversoort uit de familie knotshoutkevers (Bothrideridae). De wetenschappelijke naam van de soort werd in 1892 gepubliceerd door Louis Albert Péringuey.